# Beyazköy, Saray
Beyazköy là một thị trấn thuộc huyện Saray, tỉnh Tekirdağ, Thổ Nhĩ Kỳ. Dân số thời điểm năm 2011 là 1.662 người.